# エイ (スコットランド王)
エイ（英語：Áed mac Cináeda、837年以降 - 878年）はスコットランド王（在位：877年 - 878年）。ケネス1世の次男で、コンスタンティン1世の弟。生前は「ピクト人の王」を名乗ったが、アルバ王国の王として扱われることが多い。

## 生涯
877年に兄のコンスタンティン1世がヴァイキングとの戦いによって死亡したため、アルバ王位を継承した。878年、ストラサランで、王位を狙う従兄弟のギリック（先々代の王でエイの叔父にあたるドナルド1世の息子）に殺された。エイの息子コンスタンティンは後にアルバ王位に就いた。